# Belgisch-Congo in de Tweede Wereldoorlog

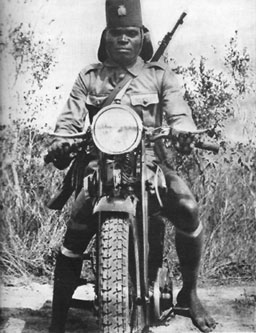
Force Publique motorrijder tijdens de Tweede Wereldoorlog

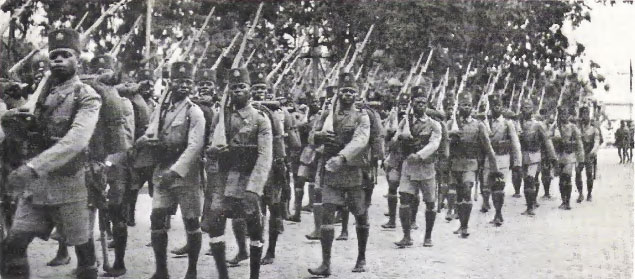
Soldaten van Force Publique verlaten Congo om deel te nemen aan de Oost-Afrikaanse campagne in Ethiopië.

De betrokkenheid van Belgisch-Congo bij de Tweede Wereldoorlog begon in mei 1940 na de Duitse invasie van België. Ondanks de snelle overgave van België bleef Congo actief aan de zijde van de geallieerden, onder bestuur van de Belgische regering in ballingschap.
Op economisch vlak leverde Congo cruciale grondstoffen zoals koper en rubber aan het Verenigd Koninkrijk en de Verenigde Staten. Uranium uit de Congolese mijnen speelde een sleutelrol in de productie van de eerste atoombommen. Tegelijkertijd werd een aanzienlijk deel van de industriële diamanten uit het gebied, met medewerking van Belgische zakenlieden, illegaal naar nazi-Duitsland gesmokkeld. Congo droeg daarnaast financieel bij aan de Belgische regering in ballingschap, waarmee het de oorlogsinspanningen ondersteunde.
Op militair gebied namen Congolese troepen van de Force Publique deel aan de Oost-Afrikaanse campagne naast Britse eenheden. Een Congolese medische eenheid werd ingezet op Madagaskar en in de Birma-campagne. Bovendien fungeerden Congolese eenheden als garnizoenssoldaten in strategische gebieden zoals Egypte, Nigeria en Palestina.
De verhoogde economische en militaire eisen die de Belgische koloniale autoriteiten tijdens de oorlog aan de Congolese bevolking stelden, leidden echter tot sociale spanningen. Dit resulteerde in stakingen, opstanden en andere vormen van verzet, met name onder de inheemse Congolese bevolking. Deze uitingen van onvrede werden door de Belgische autoriteiten vaak met harde hand onderdrukt.
De relatieve economische bloei van Congo gedurende de oorlog leidde tot een significante toename van Europese immigratie. Deze periode markeerde tevens het begin van een doorgedreven industrialisatie die in de jaren 1950 werd voortgezet. De strategische waarde van het Congolese uranium tijdens de oorlogsjaren zorgde er bovendien voor dat het gebied tijdens de Koude Oorlog een geopolitiek brandpunt werd voor grootmachten zoals de Verenigde Staten en de Sovjet-Unie.

## Achtergrond

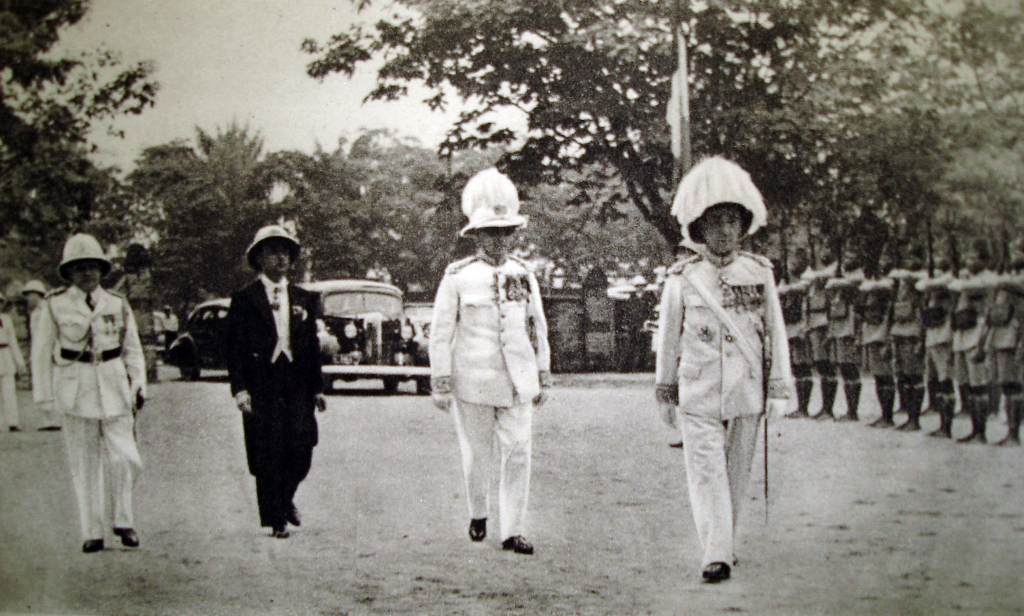
Koloniale ambtenaren, waaronder gouverneur-generaal Pierre Ryckmans, in Leopoldstad in 1938.

In de nasleep van de Eerste Wereldoorlog bezat België twee gebieden in Afrika: Belgisch-Congo en Ruanda-Urundi. Belgisch-Congo was sinds 1908 onder Belgisch bestuur gekomen na de annexatie van de Onafhankelijke Congostaat. Ruanda-Urundi, dat eerder deel uitmaakte van Duits Oost-Afrika, werd in 1916 door België veroverd en in 1922 door als mandaatgebied aan België toegewezen door de Vredesconferentie van Parijs. De Belgische koloniale strijdkrachten telden 18.000 soldaten, waarmee ze een van de grootste koloniale legers in Afrika vormden.
Tijdens de jaren 1920 beleefde Congo een economische bloeiperiode. Mijnbouw, plantages en transportnetwerken werden aanzienlijk uitgebreid. Deze groei kwam echter abrupt tot stilstand tijdens de Grote Depressie, toen dalende grondstofprijzen de exportgerichte economie van de kolonie ondermijnden. Dit leidde tot een sterke daling van inkomsten en werkgelegenheid. De enige sector die in deze periode bleef groeien, was de katoenteelt.
In de jaren tussen de twee wereldoorlogen voerde België een beleid van neutraliteit. Dit veranderde abrupt op 10 mei 1940, toen nazi-Duitsland België binnenviel. Na 18 dagen van hevige gevechten capituleerde het Belgische leger, en het land werd door Duitse troepen bezet. Koning Leopold III, die had gekozen voor overgave, werd door de Duitsers als krijgsgevangene vastgehouden voor de rest van de oorlog.
Kort voordat België viel, vluchtte de Belgische regering, inclusief minister van Koloniën Albert de Vleeschauwer, naar Bordeaux in Frankrijk. Deze vlucht markeerde het begin van een complexe periode waarin de Belgische regering in ballingschap de controle over haar koloniën probeerde te behouden, terwijl het moederland onder bezetting stond.

## Toetreding van Congo tot de oorlog
Op 10 mei 1940 verzochten Belgische functionarissen formeel aan het Verenigd Koninkrijk en Frankrijk om de neutraliteit van Belgisch-Congo te respecteren en de territoriale integriteit van de kolonie in een toekomstige vredesregeling te garanderen. De Britse regering weigerde dit verzoek, uit angst dat de kolonie in Duitse handen zou vallen, en Frankrijk volgde dit standpunt. De Franse regering overwoog kort om troepen naar Leopoldstad te sturen om de controle over het gebied te waarborgen.
Op de dag dat het Belgische leger zich overgaf, hield de Britse regering in Londen een crisisberaad over het lot van Congo. De Admiraliteit stelde voor om troepen te sturen om strategische locaties in de kolonie te bezetten, maar dit plan werd verworpen vanwege de beperkte militaire middelen en andere prioriteiten. In plaats daarvan besloot de Britse regering dat, mocht de Belgische regering instorten, zij een "onafhankelijk" Congo zou steunen.
Binnen Belgisch Congo was er verdeeldheid over de vraag of de kolonie zich moest blijven inzetten voor de oorlogsinspanningen. Belgische zakenlieden hoopten op een neutrale houding van de kolonie, terwijl het personeel van de Force Publique, het koloniale leger, pleitte voor een neutraliteitsverklaring of zelfs onafhankelijkheid onder het gezag van gouverneur-generaal Pierre Ryckmans. Ryckmans weigerde echter dit advies op te volgen en verklaarde op de dag van de Belgische overgave dat de kolonie loyaal zou blijven aan de geallieerden.
Ondanks deze belofte ontstond er onrust in Stanleystad onder de Europese bevolking, die in paniek raakte over de toekomst van de kolonie en een mogelijke invasie door Italië. Deze onrust weerspiegelde de onzekerheid en spanningen binnen Belgisch Congo tijdens de vroege dagen van de Tweede Wereldoorlog, terwijl de kolonie zich voorbereidde op haar cruciale rol in de geallieerde oorlogsinspanningen.

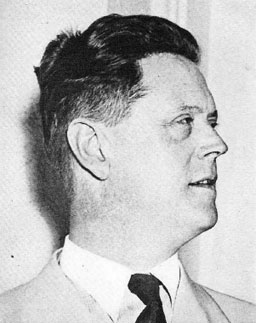
De Belgische minister van Koloniën Albert de Vleeschauwer (op de foto) pleitte voor de voortzetting van de Belgische deelname aan de oorlog en beloofde de hulpbronnen van Congo aan de geallieerden.

Op 17 juni 1940 tekende Frankrijk een wapenstilstand met Duitsland. Hoewel gouverneur-generaal Pierre Ryckmans had verklaard dat Belgisch Congo de geallieerde zaak zou blijven steunen, bracht de Franse capitulatie diepe teleurstelling bij de Belgische regering in Bordeaux. Premier Hubert Pierlot betwijfelde of België over de middelen beschikte om de strijd voort te zetten en stelde voor om vredesonderhandelingen met Duitsland te starten in plaats van in ballingschap te gaan in het Verenigd Koninkrijk. Hoewel de meeste ministers instemden, verzette minister van Koloniën Albert de Vleeschauwer zich tegen dit voorstel.
Ondertussen informeerden vertegenwoordigers van Belgisch-Congolese bedrijven in Bordeaux de regering over geruchten dat het Verenigd Koninkrijk bij een Belgische capitulatie de controle over Congo zou opeisen. In bezet België vreesden sommigen dat de kolonie, als ze zich zou aansluiten bij de geallieerden, permanent verloren zou gaan als Belgische kolonie. In Brussel richtten de Duitsers een "Kolonial Politisches Büro" op om contact te leggen met de overblijfselen van het Belgische ministerie van Koloniën.
De Britten waren vastberaden te voorkomen dat Belgisch Congo in handen van de Asmogendheden zou vallen, gezien de strategische waarde van de grondstoffen van de kolonie, zoals rubber. Op 20 juni stelde de Britse minister van Buitenlandse Zaken de Belgische ambassadeur in Londen duidelijk dat het Verenigd Koninkrijk geen Duitse dominantie over de kolonie zou accepteren. Tegelijkertijd stelden Belgo-Congolese zakenlieden voor dat De Vleeschauwer naar Londen zou gaan om de Belgische soevereiniteit over Congo te waarborgen. Pierlot stelde voor om De Vleeschauwer de titel van Administrator-generaal van de Congo te geven, zodat hij dit kon bewerkstelligen, zelfs als de regering instortte en zijn ministeriële mandaat ophield.
Op 18 juni werd een Besluitwet aangenomen waarmee De Vleeschauwer deze titel kreeg en hem volledige wetgevende en uitvoerende macht over de kolonie werd verleend. Indien hij niet in staat was zijn taken uit te voeren, zouden deze worden overgenomen door Ryckmans. Hoewel Ryckmans al noodbevoegdheden had, interpreteerde hij dit decreet als een mandaat om in alle andere zaken te handelen en bestuurde hij de kolonie via een reeks wetgevende verordeningen.
De Vleeschauwer vertrok naar Londen en arriveerde daar op 4 juli 1940. Hij verzekerde de Britse regering dat alle Congolese grondstoffen beschikbaar zouden worden gesteld voor de Britse oorlogsinspanningen. In de maanden die volgden, arriveerden Pierlot en twee andere ministers ook in Londen, waar ze in oktober samen met De Vleeschauwer de Belgische regering in ballingschap formeel oprichtten, erkend door het Verenigd Koninkrijk. Ondanks zijn rol bleef De Vleeschauwer politiek gemarginaliseerd, onder invloed van minister van Financiën Camille Gutt en door conflicten met minister van Buitenlandse Zaken Paul-Henri Spaak over de mate van Britse invloed op de kolonie.
De steun van Belgisch Congo aan de geallieerden wekte Duitse ergernis, en Berlijn dreigde sancties op te leggen aan Belgische koloniale bedrijven. Leopold III, die zich niet bij de geallieerden schaarde, sprak zijn ongenoegen uit over Ryckmans’ beslissingen en pleitte voor neutraliteit van de kolonie. Royalistische politici trachtten de Belgische autoriteiten in Londen ervan te overtuigen Congo niet langer te laten bijdragen aan de Britse oorlogsinspanningen. In oktober 1940 verzocht Leopold III Adolf Hitler om toestemming een gezant naar Leopoldstad te sturen om het koloniale bestuur te overtuigen van neutraliteit. Dit verzoek werd echter niet goedgekeurd.
De macht van De Vleeschauwer werd verder beperkt toen op 29 april 1942 de besluitwet werd ingetrokken, en alle wetgevende en uitvoerende bevoegdheden weer aan de regering in ballingschap werden overgedragen. Ondanks de interne spanningen bleef Belgisch Congo een cruciale steunpilaar voor de geallieerde oorlogsinspanningen en een bron van vitale grondstoffen.

## Economische bijdrage

### Geallieerde steun

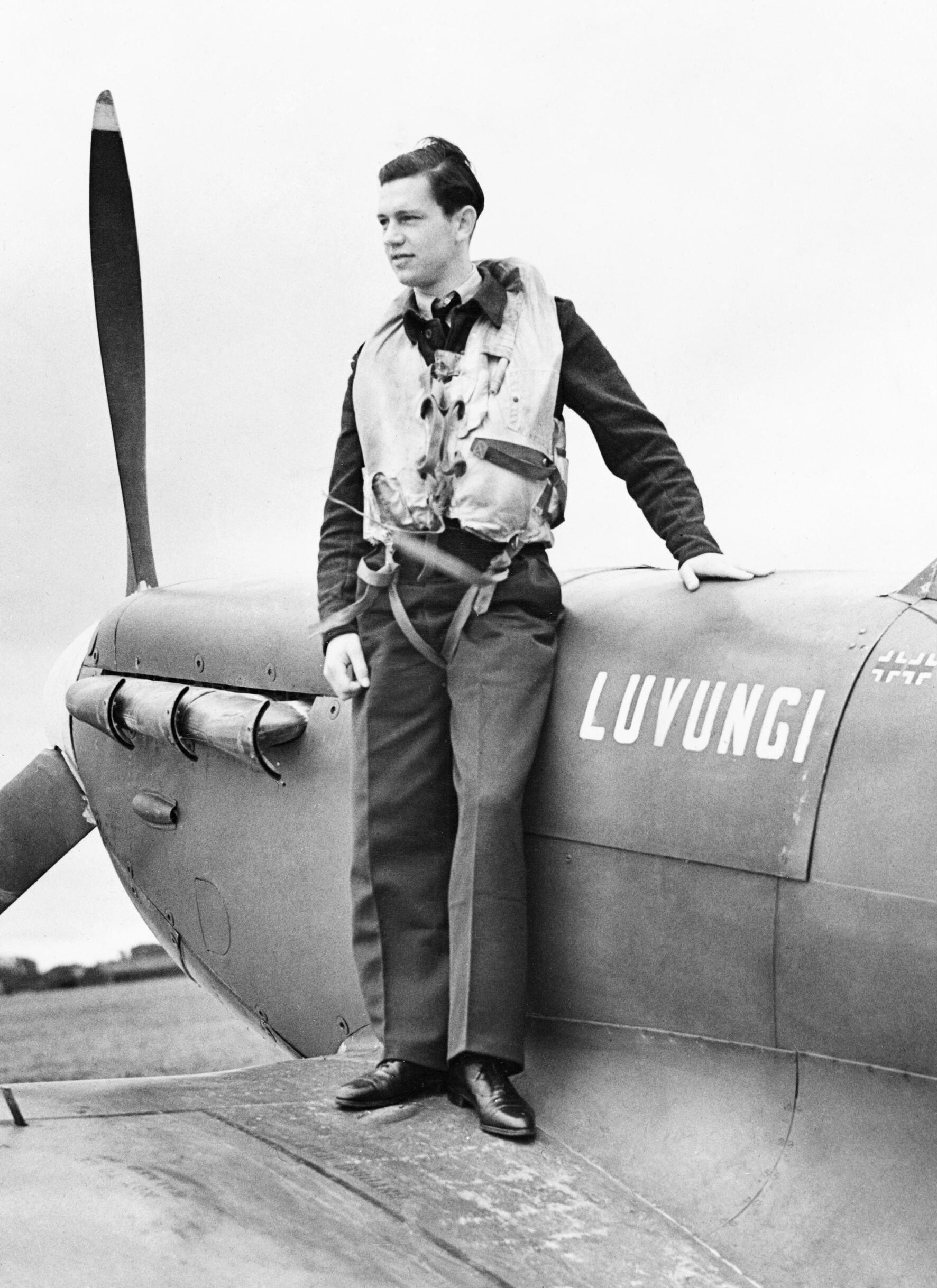
Een Belgische piloot bij de Britse Royal Air Force, 1942. Zijn Spitfire-vliegtuig werd gefinancierd met bijdragen uit Congo en ontleende zijn naam, "Luvungi", aan de Congolese stad met dezelfde naam.

Kort na de oprichting van de Belgische regering in ballingschap in Londen begonnen onderhandelingen tussen de Belgen en de Britten over de rol die Belgisch-Congo zou spelen in de oorlogsinspanningen van de geallieerden. Op 21 januari 1941 kwamen beide partijen tot een akkoord waarin alle Britse eisen werden geaccepteerd. Deze omvatten een devaluatie van 30 procent van de Congolese frank en de toetreding van Congo tot het sterlinggebied. Met dit officiële akkoord en de verklaring van steun aan de geallieerden werd de Congolese economie, met name de productie van essentiële grondstoffen, volledig ingezet voor de geallieerde oorlogsinspanningen.
Hoewel gouverneur-generaal Ryckmans en de leiding van de Banque du Congo belge tevreden waren met de toetreding tot het sterlinggebied, die een gegarandeerde exportmarkt bood, waren zij ontevreden over de vaste prijzen in het akkoord die gunstig waren voor het Verenigd Koninkrijk. Daarnaast maakten ze zich zorgen over de mogelijke negatieve impact van uitsluitend handel in sterling op de buitenlandse deviezenreserves van Congo. Zakelijke leiders in de kolonie deelden deze onvrede en verhoogden de productie van goederen die niet in het akkoord waren opgenomen, om deze tegen marktwaarde aan het neutrale Verenigde Staten te verkopen.
In 1942, nadat de Verenigde Staten zich bij de geallieerden hadden aangesloten, onderhandelde de Belgische regering een nieuw economisch akkoord met de Verenigde Staten en het Verenigd Koninkrijk. Hoewel dit akkoord nooit formeel werd ondertekend, werd het de facto toegepast gedurende de rest van de oorlog. De Congolese handel bleef gericht op beide landen, en de economische output van de kolonie werd nog waardevoller na de Japanse bezetting van grote delen van Zuidoost-Azië in 1942. Deze bezetting onderbrak de export van essentiële tropische producten zoals rubber uit die regio, waardoor de productie van Congo cruciaal werd voor de geallieerden.
De strategische waarde van Congo’s grondstoffen, gecombineerd met de economische afspraken die werden gemaakt, onderstreepte de centrale rol van de kolonie in de geallieerde oorlogsinspanningen en benadrukte de geopolitieke relevantie van de kolonie gedurende de Tweede Wereldoorlog.

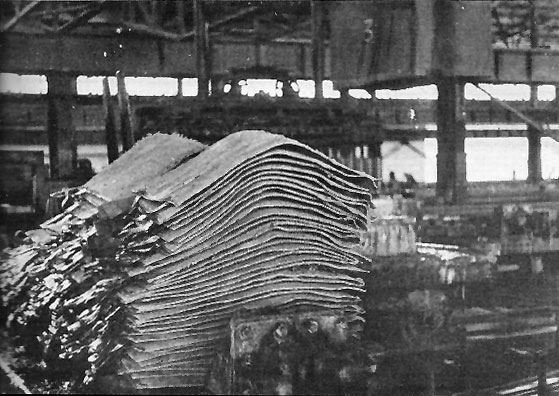
Koperplaten uit de mijnen van de provincie Katanga

Tijdens de Grote Depressie van de jaren 1930 werd de economie van Belgisch Congo steeds verder gecentraliseerd. De Belgische regering stimuleerde de productie van gewassen zoals katoen, dat waarde had op de internationale markt. Tijdens de Tweede Wereldoorlog kwamen de grootste economische eisen echter voort uit de vraag naar grondstoffen. Tussen 1938 en 1944 steeg het aantal arbeiders in de mijnen van de Union Minière du Haut Katanga (UMHK) van 25.000 naar 49.000 om aan de groeiende vraag te voldoen. Om de arbeidskrachten te vergroten, voerde de koloniale administratie beleid dat uiteindelijk succesvol bleek; het aantal loontrekkers in de kolonie groeide van 480.000 in 1938 naar 800.000 in 1945.
Om de productie voor de oorlogsinspanningen te verhogen, werden de werkuren en het werktempo voor zowel Europese als Afrikaanse arbeiders opgeschroefd. Dit leidde tot toenemende arbeidsprotesten in de kolonie. Gedwongen arbeid, dat in de jaren 1930 was verboden, werd opnieuw ingevoerd om aan de vraag te voldoen. In 1944 werd het maximale aantal dagen gedwongen arbeid per jaar voor rurale Congolezen verhoogd tot 120. Naast arbeidsconflicten nam ook de ontevredenheid onder de blanke bevolking toe door zware oorlogsbelastingen, die soms opliepen tot 40 procent.
Vanaf 1941 werden hoge belastingen en prijscontroles ingevoerd, wat de winsten beperkte en speculatie tegenging. Hoewel deze maatregelen de export naar de geallieerden vergemakkelijkten, troffen ze Congolese boeren hard, die minder verdienden ondanks hun toenemende inspanningen.
Het overgrote deel van de Congolese grondstoffen werd geëxporteerd naar geallieerde landen. Volgens de Belgische regering ging tegen 1942 de volledige productie van koper en palmolie uit Congo naar het Verenigd Koninkrijk, terwijl bijna al het hout van de kolonie naar Zuid-Afrika werd geëxporteerd. De export naar de Verenigde Staten nam eveneens toe, van $600.000 in 1940 naar $2.700.000 in 1942. Ondanks de geallieerde samenwerking behandelden veel functionarissen van de koloniale administratie Amerikaanse en Britse diplomaten met argwaan, uit vrees voor economische rivaliteit die Belgische ondernemingen zou kunnen bedreigen. Gedurende de oorlog onderhielden het Verenigd Koninkrijk en de Verenigde Staten uitgebreide spionnagenetwerken in Congo.
Een akkoord bereikt op 21 maart 1941 stelde de Banque du Congo belge in staat om leningen te verstrekken aan de Belgische regering in ballingschap en de Vrije Belgische Strijdkrachten. Hierdoor konden zij zichzelf financieren, in tegenstelling tot de meeste andere regeringen in ballingschap, die afhankelijk waren van subsidies en donaties van sympathiserende regeringen. Deze regeling maakte het bovendien mogelijk om de Belgische goudreserves, die in 1940 naar Londen waren overgebracht, onaangetast te laten. Dit betekende dat deze reserves beschikbaar waren aan het einde van de oorlog, een unieke financiële positie vergeleken met andere landen in ballingschap.
Belgisch-Congo fungeerde tijdens de Tweede Wereldoorlog als een essentieel economisch hart voor de geallieerden, door zijn overvloedige grondstoffen en financiële bijdrage aan de Belgische oorlogsinspanningen. Tegelijkertijd leidde de druk op arbeid en belastingen tot interne spanningen, die de uitdagingen van het koloniale bestuur tijdens de oorlogsjaren benadrukten.

### Uranium
Uranium-235 werd vóór de oorlog in de Congo gedolven bij Shinkolobwe in Katanga door de UMHK voor export naar België. Het werd oorspronkelijk gebruikt door de medische industrie—voor de productie van radium—en voor het kleuren van keramiek. Wetenschappers in Europa ontdekten later dat verrijkt uranium kon worden gebruikt bij de productie van een vermeende atoombom. Toen natuurkundige Albert Einstein de Amerikaanse president Franklin D. Roosevelt schreef om hem te waarschuwen voor de mogelijkheid van een Duits atoombomprogramma, wees hij hem erop dat Congo een belangrijke bron van het mineraal was. Uranium dat werd gewonnen uit de verlaten Shinkolobwe-mijn bleek uiteindelijk van cruciaal belang bij de ontwikkeling van een atoombom tijdens het geallieerde Manhattanproject. De directeur van de UMHK, Edgar Sengier, stuurde in het geheim de helft van de uraniumvoorraad naar New York in 1940; in september 1942 verkocht hij het aan het Amerikaanse leger.
Sengier zelf verhuisde naar New York, van waaruit hij de operaties van de UMHK gedurende de rest van de oorlog leidde. In 1942 stuurde de Amerikaanse regering soldaten van het Army Corps of Engineers naar Shinkolobwe om de mijn te herstellen en de transportverbindingen te verbeteren door de lokale vliegvelden en havenfaciliteiten te renoveren. In september 1944 bereikte de Belgische regering een akkoord met het Verenigd Koninkrijk en de Verenigde Staten, waarin werd bepaald dat het Congolese uranium uitsluitend aan deze twee landen zou worden verkocht tegen een vaste prijs. Dat jaar verkregen de Amerikanen nog eens 1.720 long tons (1.750 ton) uraniumerts uit de heropende mijn.

### Duitse diamanthandel
Tijdens de oorlog deden er regelmatig geruchten de ronde dat sommige Belgische industriëlen die betrokken waren bij koloniale ondernemingen, heimelijk Duitsland hielpen. Amerikaanse functionarissen vonden het moeilijk om samen te werken met Belgo-Congolese mijnbouwbedrijven om industriële diamanten veilig te stellen. Volgens de Belgische regering werd in 1942 de volledige productie van industriële diamanten uit de kolonie naar het Verenigd Koninkrijk verscheept. In werkelijkheid werden echter veel industriële diamanten naar nazi-Duitsland gesmokkeld voor gebruik in de Duitse oorlogsindustrie.
De meeste Congolese diamanten werden gedolven door Forminière, een dochteronderneming van de Société Générale de Belgique, die op haar beurt lid was van het De Beers Diamond Syndicate. In 1940 rapporteerde het syndicaat dat Congo jaarlijks 10,9 miljoen karaat diamanten produceerde. Onmiddellijk na het uitbreken van de oorlog daalde de gerapporteerde productie scherp en in 1942 was de officiële productie gedaald tot 5 miljoen karaat—ongeveer de oorspronkelijke productie minus het aantal karaat dat vóór de oorlog naar Duitsland werd geëxporteerd.
Omdat werd vermoed dat een groot volume diamanten uit de kolonie werd gesmokkeld, overtuigden Amerikaanse inlichtingenfunctionarissen Britse agenten ervan om de beveiliging van de mijnen te inspecteren. De officier die verantwoordelijk was voor de inspectieteams concludeerde dat de veiligheidsmaatregelen ontoereikend waren en dat medewerkers van Forminière en Société minière du Bécéka een "sinistere sfeer" creëerden tijdens de rondleidingen. Firmin van Bree, de directeur van Forminière, werd algemeen verdacht van pro-Duitse sympathieën.
De Duitse regering voerde geheime onderhandelingen met leiders van Forminière en de Société Générale en sloot deals waarmee ze tot 1944 grote hoeveelheden diamanten konden kopen. In 1943 betaalde Duitsland de Société Générale $10,5 miljoen voor diamanten. Amerikaanse en Britse agenten brachten uiteindelijk een uitgebreid smokkelnetwerk aan het licht, waarmee diamanten uit Congo via lucht en zee naar door Duitsland bezet Europa werden gebracht. Volgens een Amerikaans rapport werden Belgische diplomatieke koffers soms gebruikt voor het transport van de edelstenen.
Voorstellen van de Amerikanen om de illegale handel te stoppen, werden tegengehouden door het Britse Ministerie van Economische Oorlogvoering, waarvan het Diamantcomité werd gedomineerd door leden van het De Beers Diamond Syndicate. Na het einde van de oorlog eiste de Belgische regering dat Duitsland $25 miljoen zou betalen aan de Société Générale voor 576.676 karaat diamanten.

## Militaire betrokkenheid

### Force Publique

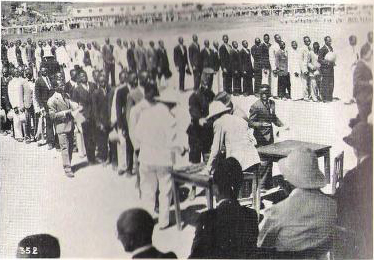
Congolezen melden zich aan bij de Force Publique na het uitbreken van de oorlog

De Force Publique (of "Openbare Strijdmacht") was de gecombineerde politie- en militaire macht van zowel Congo als Ruanda-Urundi. Tijdens de Tweede Wereldoorlog vormde zij het grootste deel van de Vrije Belgische Strijdkrachten, met op haar hoogtepunt in 1943 meer dan 40.000 manschappen.
Net als andere koloniale legers uit die tijd was de Force Publique raciaal gesegregeerd; ze werd geleid door 280 blanke officieren en onderofficieren, maar bestond verder uitsluitend uit zwarten. De eenheid had nooit de modernere uitrusting ontvangen die vóór de oorlog aan de Belgische strijdkrachten was geleverd en moest zich daarom behelpen met verouderde wapens en materieel, zoals de Stokes-mortier en de Saint Chamond 70 mm houwitser. Tijdens de oorlog werd de strijdmacht verder uitgebreid door middel van rekrutering en het oproepen van reservisten.
De Vleeschauwer gaf toestemming voor de oprichting van een luchtmacht voor de Force Publique, en de Belgische regering sloot in maart 1941 een overeenkomst met Zuid-Afrika om trainingen te verzorgen. De eerste rekruten werden aangetrokken door een oproep via Radio Leopoldstad door kapitein Frans Burniaux, een Belgische piloot die was gevlucht van de Belgische vliegschool in Noord-Afrika. Veel van de piloten dienden uiteindelijk tijdens de oorlog bij de Zuid-Afrikaanse luchtmacht, maar hun salarissen werden betaald uit de schatkist van Belgisch Congo.

### Oost-Afrikaanse campagne
Hoewel de Belgische regering in ballingschap bereid was de economische middelen van Congo te mobiliseren voor de geallieerde oorlogsinspanningen, was ze aanvankelijk veel terughoudender om Congolese troepen in te zetten voor de strijd. De regering weigerde ook de oorlog te verklaren aan de bondgenoot van Duitsland, Italië, dat koloniën in Afrika had en vocht om de Britse bezittingen op het continent veilig te stellen, omdat de Belgische koninklijke familie dynastieke banden had met de Italiaanse koninklijke familie. Deze houding veranderde nadat bekend werd dat Italiaanse vliegtuigen, gestationeerd in het bezette België, Groot-Brittannië aanvielen en toen een Italiaanse onderzeeër een Belgisch vrachtschip tot zinken bracht. Uiteindelijk werd op 23 november 1940 een Belgische oorlogsverklaring tegen Italië afgekondigd.
Drie brigades van de Force Publique werden samen met Britse troepen naar Italiaans Oost-Afrika gestuurd om tegen de Italianen te vechten. De 1e Belgische Koloniale Brigade opereerde in het Galla-Sidamo-gebied in het zuidwestelijke sector.
In mei 1941 slaagden ongeveer 8.000 manschappen van de Force Publique, onder leiding van generaal-majoor Auguste-Édouard Gilliaert, erin de terugtocht van generaal Pietro Gazzera’s Italiaanse troepen bij Saïo, in het Ethiopisch Hoogland, af te snijden. Dit gebeurde na een zware mars van meer dan 1.000 kilometer vanuit hun bases in West-Congo. De troepen leden onder malaria en andere tropische ziekten, maar behaalden desondanks meerdere overwinningen op de Italianen.
Gilliaert accepteerde uiteindelijk de overgave van Gazzera en 7.000 Italiaanse soldaten. In de loop van de Ethiopische veldtocht nam de Force Publique de capitulatie aan van in totaal negen Italiaanse generaals, 370 hooggeplaatste officieren en 15.000 Italiaanse koloniale troepen voor het einde van 1941. De Congolese strijdkrachten in Ethiopië leden ongeveer 500 doden.
Na de geallieerde overwinning in Ethiopië verplaatste de Force Publique zich naar de Britse kolonie Nigeria, die werd gebruikt als uitvalsbasis voor een geplande invasie van het door Vichy gecontroleerde Dahomey, die echter niet doorging. Ook werd het leger gelegerd door 13.000 Congolese troepen. Toen ging een deel van de Force Publique naar Egypte en het Britse Mandaatgebied Palestina en werd in 1943 en 1944 omgedoopt tot de 1e Belgische Congo Brigade Groep.

### Medische ondersteuning
In 1943 werd een medische eenheid uit Congo opgericht, het 10e (Belgisch-Congo) Casualty Clearing Station, dat samen met de Britse strijdkrachten diende tijdens de invasie van Madagaskar en in het Verre Oosten tijdens de Birma-campagne. De eenheid (die over een kleine Force Publique-troepen beschikte voor de lokale verdediging van het station) bestond uit 350 zwarte en 20 blanke manschappen en bleef tot 1945 bij de Britten dienen.

## Het leven in Belgisch Congo

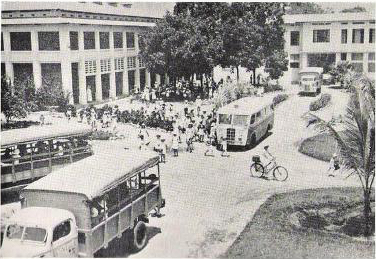
Een druk stadsplein in Leopoldstad, hoofdstad van Belgisch Congo, 1943

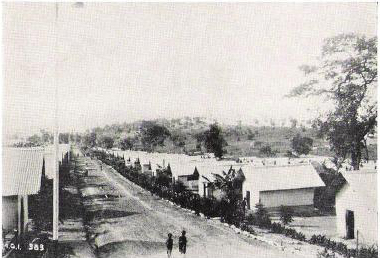
Congolese arbeiderswoningen, ca. 1943

Aan het begin van de oorlog telde de bevolking van Congo ongeveer 12 miljoen zwarten en 30.000 blanken. De blanke bevolking was sterk verstedelijkt en woonde in Leopoldstad in een wijk van de stad die gescheiden was van de zwarte meerderheid. Alle zwarten in de stad moesten zich aan een avondklok houden. De koloniale autoriteiten arresteerden in 1940 vijandige vreemdelingen in Congo en confisqueerden hun bezittingen. De Staatsveiligheidsdienst had een grote aanwezigheid in de kolonie en hield de buitenlandse bevolking nauwlettend in de gaten.
Het koloniale bestuur probeerde de oorlog voor de Afrikaanse bevolking te verbergen door de media te censureren, maar de Congolezen merkten de interne spanningen onder de blanke bevolking op en de detentie van Duitse en Italiaanse staatsburgers. Om beter bestand te zijn tegen externe invloeden in de kolonie, richtte de overheid een Bureau voor Informatie en Propaganda op. Tijdens de oorlog vestigden zich ongeveer 3.000 Griekse vluchtelingen in Congo. Sommige Europese Joden, met name die met de Italiaanse nationaliteit, vestigden zich ook in Congo vóór en tijdens de oorlog om antisemitische discriminatie te vermijden en economische kansen te vinden, hoewel de Italiaanse Joden in de provincie Katanga in 1940 op bevel van de gouverneur werden geïnterneerd.
De eisen van het koloniale bestuur troffen vooral de plattelandsbewoners, die werden ingezet voor wegenbouwprojecten en de rubberoogst. De omstandigheden waren zwaar voor de arbeiders en in sommige gevallen werden ze in het Congolese collectieve geheugen verward met de eerdere wreedheden die in de onafhankelijke Congostaat werden begaan met betrekking tot het rubberinzamelingssysteem. De verstedelijkte Congolezen hebben over het algemeen meer financieel gewin gehad tijdens de oorlog dan hun plattelandsgenoten, hoewel verschillende arbeiders die grote hoeveelheden rubber hadden verzameld nog meer geld verdienden. Tijdens de oorlog voerde de Belgische regering in ballingschap propaganda richting de geallieerde staten. Hiermee wilde ze een positief beeld van de kolonie creëren en zo haar heerschappij legitimeren. In New York publiceerde het Belgische Informatie Centrum talrijke publicaties waarin werd beweerd dat de Belgen de Congolezen hadden gered uit ‘verschrikkelijke omstandigheden’ en het leven in het gebied hadden verbeterd. De bredere geallieerde propaganda bagatelliseerde ook de interne politieke spanningen binnen Congo en in de betrekkingen met de Belgische regering, om zo de coördinatie van de oorlogsinspanningen op harmonieuze wijze af te beelden.
Het Belgische koloniale bestuur hield een paternalistische houding aan tegenover de inheemse Congolezen. Het onderwijs werd overweldigend gecontroleerd door protestantse en katholieke missies, die ook verantwoordelijk waren voor het verstrekken van beperkte sociale steun aan de Congolezen op het platteland. Door de bezetting van België raakten de Belgische missionarissen gescheiden van hun moederorganisaties. Hierdoor moest het koloniale bestuur hun activiteiten subsidiëren om de begrotingstekorten te compenseren. De oorlog had geen negatieve invloed op hun evangelisatiewerk en het aantal gerapporteerde dopen steeg van 1.824.000 in 1939 tot een cumulatief totaal van 2.214.000 in 1942. De gezondheidszorg werd verleend door een mix van overheids- en bedrijfsartsen, particuliere artsen en missionarissen. Bij het uitbreken van de oorlog werkten er 302 artsen in Congo. Een deel van het medische personeel vergezelde de Force Publique op haar buitenlandse missies, maar het overgrote deel bleef gedurende het hele conflict in de kolonie. In tegenstelling tot de aangrenzende Franse gebieden had de oorlog geen negatieve gevolgen voor de middelen van de gezondheidszorg in Congo. Het medisch onderzoek werd voortgezet en er werd een nieuw tijdschrift opgericht, zodat de bevindingen konden worden gepubliceerd terwijl het gebied van België was gescheiden.
Tijdens de oorlog bleef voedsel ongerantsoeneerd, alleen de verkoop van banden en auto's werd door de overheid beperkt.  Niettemin leidde de oorlog tot een tekort aan consumptiegoederen. De devaluatie van de Congolese frank maakte buitenlandse importen ook duurder. Een van de gevolgen van de economische mobilisatie van Congo tijdens de oorlog, met name voor de zwarte bevolking, was een aanzienlijke verstedelijking. In 1938 woonde nog maar 9% van de inheemse bevolking in steden; in 1950 was dat percentage al bijna 20%. De koloniale overheid verbeterde tijdens de oorlog ook de transport- en productiefaciliteiten aanzienlijk.

## Onrust

### Stakingen

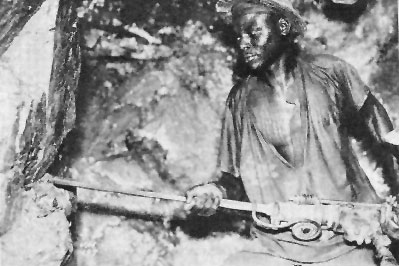
Katangese mijnwerker

De eisen die de koloniale overheid tijdens de oorlog aan de Congolese arbeiders stelde, leidden tot stakingen en rellen onder de arbeiders. Blanken in de kolonie mochten voor het eerst tijdens de oorlog vakbonden oprichten, en hun eisen voor betere lonen en werkomstandigheden werden vaak nagevolgd door zwarte arbeiders. Een gebrek aan Europese vakmensen dwong de koloniale overheid om voor het eerst Congolese inheemse arbeiders op te leiden en aan te stellen, maar zij kregen minder betaald dan hun blanke collega's, wat tot ontevredenheid leidde. In oktober 1941 probeerden blanke arbeiders in de kolonie tevergeefs een algemene staking in de hele kolonie te organiseren.
In december 1941 gingen zwarte mijnwerkers op verschillende plekken in Katanga, waaronder Jadotstad en Elisabethstad, in staking. Ze eisten dat hun loon van 1,50 frank naar 2 frank zou worden verhoogd om de stijgende kosten van levensonderhoud te compenseren. De staking begon op 3 december en de volgende dag hadden 1.400 arbeiders het werk neergelegd. Alle UMHK-locaties waren op 9 december getroffen.
Vanaf het begin probeerden de koloniale autoriteiten de stakers te bewegen zich te verspreiden en weer aan het werk te gaan. Toen ze weigerden, werden ze beschoten. In Jadotstad werden 15 stakers door het leger doodgeschoten. In Elisabethstad werden de stakers, waaronder hun leider Léonard Mpoyi, uitgenodigd voor onderhandelingen in het stadion van de stad, waar hen verschillende concessies werden aangeboden, waaronder een loonsverhoging van 30%. Toen de arbeiders weigerden, schoot de gouverneur van Katanga, Amour Maron, Mpoyi dood. De gouverneur gaf vervolgens zijn soldaten het bevel om op de andere stakers in het stadion te schieten. Tijdens het protest werden tussen de 60 en 70 stakers gedood, hoewel de officiële schatting rond de 30 lag. De mijnwerkers gingen op 10 december weer aan het werk.
Later in de oorlog vonden er in Congo nog talrijke kleinere stakingen plaats, maar niet op dezelfde schaal als in 1941. In 1944 braken er stakingen uit in Katanga en Kasaï, veroorzaakt door de dienstplicht van arbeiders voor de mijnen en de verslechterende werkomstandigheden. Dat jaar voerden de Belgen een paar ‘politieacties’ uit in de provincie Équateur om ervoor te zorgen dat ontevreden arbeiders rubber zouden ophalen. In 1945 vonden er rellen en stakingen plaats onder de zwarte havenarbeiders in de havenstad Matadi.

### Muiterij in Luluabourg
De koloniale regering in Congo was voor het handhaven van de openbare orde afhankelijk van haar leger en vooral van de loyaliteit van de inheemse troepen, die het grootste deel van de Force Publique vormden. Zwarte onderofficieren onder leiding van eerste sergeant-majoor Ngoie Mukalabushi, een veteraan van de Oost-Afrikaanse campagne, kwamen in februari 1944 in opstand in Luluabourg in de centraal-Congolese provincie Kasaï; de aanleiding hiervoor was een plan om troepen die aan het front hadden gediend te vaccineren, hoewel de soldaten ook ontevreden waren over de eisen die aan hen werden gesteld en de behandeling die zij door hun blanke officieren ondergingen.
De muiters braken op de ochtend van 20 februari in bij de wapenkamer van de basis en plunderden de witte wijk van de stad. De inwoners van de stad sloegen op de vlucht en een Belgische officier en twee blanke burgers werden gedood. De muiters vielen zichtbare tekenen van de koloniale autoriteiten aan en verkondigden hun verlangen naar onafhankelijkheid. De muiters verspreidden zich vervolgens naar hun dorpen, waar ze onderweg plunderden; ze slaagden er niet in de opstand uit te breiden naar naburige garnizoenen. Twee muiters, waaronder Mukalabushi, werden geëxecuteerd vanwege hun aandeel in de opstand.

## Nalatenschap

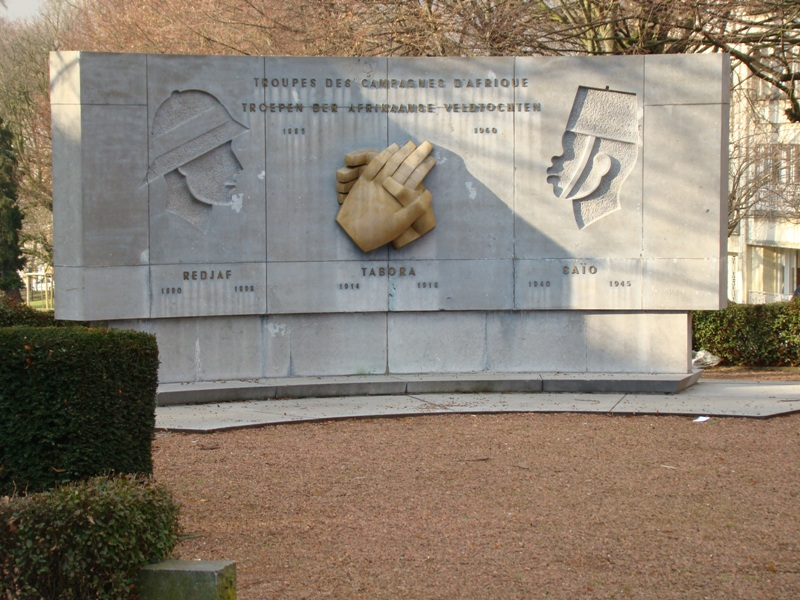
Monument voor de Troepen der Afrikaanse Veldtochten in Schaarbeek

De officiële Belgische retoriek na de oorlog portretteerde de houding van Congo ten opzichte van het moederland als een van ‘onfeilbare solidariteit’. Als gevolg van de relatieve welvaart van Congo tijdens het conflict, zag men in de naoorlogse periode een immigratiegolf vanuit België naar het land. In 1950 woonden er 100.000 blanken in Congo. Niettemin benadrukte de oorlog de precaire aard van het koloniale bestuur, wat gouverneur Ryckmans in 1946 deed opmerken dat ‘de dagen van het kolonialisme voorbij zijn’. Bij de Belgische regering heerste het gevoel dat zij een ‘oorlogsschuld’ had opgebouwd ten opzichte van Congo, en daarom werd er meer aandacht besteed aan de zorgen van de inheemse bevolking. In de jaren na de oorlog onderging de koloniale regering uitgebreide hervormingen. Zwarten kregen aanzienlijk meer rechten en vrijheden. Desondanks bleef het Belgische beleid van verplichte Corvee van 60 dagen per jaar voor elke inheemse Congolees van kracht tot aan de Congolese onafhankelijkheid, terwijl soortgelijke arbeidsheffingen in de Britse en Franse bezittingen na de oorlog werden afgeschaft. Ook na de onafhankelijkheid van Congo, en onder het bestuur van President Mobutu Sese Seko, tijdens de periode van Zaïre, werd deze dienst niet afgeschaft. Verschillende zwarte leden van de Force Publique die veteranen waren van de oorlog, vervulden prominente rollen in het leger na de onafhankelijkheid van Congo, waaronder Louis Bobozo, Eugene Ebeya en Norbert Muké.
Na de industriële onrust werden in 1946 vakbonden voor zwarte arbeiders opgericht, hoewel deze geen macht en invloed hadden. De arbeiders van de UMHK bleven hogere lonen eisen en stakingen waren de daaropvolgende tien jaar gebruikelijk in de kolonie. Niettemin verbeterden zowel de lonen als de levensomstandigheden aanzienlijk in de jaren na de oorlog. De oorlog luidde een tweede golf van industrialisatie in die duurde tot aan de onafhankelijkheid van Congo in 1960.
Het bloedbad van Elisabethstad in 1941 is een terugkerend thema in de Congolese kunst en folklore. De geschiedkundige bespreking van de rol van Congo in de Tweede Wereldoorlog beperkt zich doorgaans tot vermeldingen van het uranium dat uit Shinkolobwe werd gewonnen. Het belang van het Congolese uranium tijdens de oorlog zorgde ervoor dat de Sovjet-Unie interesse kreeg in het gebied; het was vervolgens een gebied van Sovjetbelang tijdens de Koude Oorlog. De oorlog leidde ook tot een heroriëntatie van de Congolese handel, weg van België en richting de Verenigde Staten, het Verenigd Koninkrijk en de Britse koloniën.

### Herdenking
In 1943 werd in Faradje, Belgisch-Congo, een driezijdige piramide opgericht ter herdenking van de acties van de Congolezen in Ethiopië. Op elke zijde van de piramide stonden de namen van de belangrijkste gevechtslocaties: Asosa, Gambela en Saïo. Veel locaties in het land – tegenwoordig de Democratische Republiek Congo – zijn naar de gevechten vernoemd. In 1970 plaatste de Belgische regering in Schaarbeek, België, een Monument voor de Troepen der Afrikaanse Veldtochten ter nagedachtenis aan de militaire successen van de Belgische koloniale strijdkrachten, waaronder die tijdens de Tweede Wereldoorlog.